# Gilles Gallou
Pour les articles homonymes, voir Gallou.
Gilles Gallou, né le 12 août 1957 à Chartres, est un footballeur français devenu entraîneur.
Défenseur polyvalent, Gallou fait pratiquement toute sa carrière en première division française mais sans s'imposer véritablement dans les clubs qu'il fréquente.

## Biographie

### Formation à Chartres (avant 1974)
Gilles Gallou naît en 1957 à Mainvilliers commune de la banlieue de Chartres en Eure-et-Loir. C'est au club local de l'ASCCM (association sportive des cheminots de Chartres et Mainvilliers) qu'il commence sa carrière de footballeur en benjamin, minime et cadet. 
Il effectue une mutation vers le Vélo Sport chartrain en junior.

### Débuts professionnels à Lens (1974-1983)
Après avoir gravi tous les échelons des équipes de jeunes, Gallou est remarquer par les recruteurs du RC Lens qui lui proposent un contrat de stagiaire-pro que le jeune homme accepte. À seize ans, il débarque dans le Nord.
Pour la saison 1975-1976, l'entraîneur lensois Arnold Sowinski fait appel à Gilles Gallou pour neuf rencontres en championnat afin de pallier des blessures ou suspensions. L'exercice 1976-1977 est pratiquement blanc pour Gallou qui ne dispute que deux rencontres toutes compétitions confondues à cause de la concurrence. Même avec les départs de Stassievitch et Marie, Gilles n'apparaît pas une seule fois sur les feuilles de matchs du Racing toutes compétitions confondues. Le club est relégué en D2. Mais même en seconde division et avec un nouvel entraîneur en la personne de Roger Lemerre, Gilles n'est toujours pas considéré comme un élément indispensable du groupe lensois. Il arrive à accumuler onze rencontres au poste d'arrière latéral droit pendant l'exercice 1978-1979. Il prend donc part au même titre que tous ses partenaires au beau parcours des nordistes dans le groupe B où ils finissent second.
Gallou est sélectionné en Équipe de France militaire lorsqu'il effectue son service militaire au Bataillon de Joinville. Cela lui permet de participer à la Coupe du monde de 1977 en Syrie. Aux côtés de Joël Bats et Jean-Marc Furlan entre autres, il atteint la quatrième place de l'épreuve.
Pour le retour en D1, Lens enregistre le retour de Sowinski sur son banc de touche et ce dernier se sert de Gallou comme d'un remplaçant de luxe. Alors le chartrain totalise 22 rencontres en championnat. Pour la saison 1980-1981, Gilles est encore l'homme à tout faire de la défense lensoise lorsque la situation demande ses services et le natif de Chartres enregistre 17 rencontres. Il inscrit son premier but au plus haut niveau français lors de cette saison. En parallèle de l'exercice hexagonal, Gallou est l'un des pions essentiels de la formation nordiste en Coupe de France avec sept matchs joués jusqu'en demi-finale. Pour l'année 1981-1982, Gilles Gallou voit arriver un nouvel entraîneur en la personne de Jean Sérafin et ce dernier l'utilise sans en faire un titulaire indiscutable pour un total de 27 matchs en championnat, son meilleur total au RC Lens.
L'arrivée de Gérard Houllier sur le banc de touche lensois est néfaste pour Gallou car le nouvel entraîneur le met de côté. Avec ses quatre rencontres de jouées, Gilles participe quand même à l'excellente saison 1982-1983 de son équipe où elle termine à la quatrième place du classement avec une qualification pour la Coupe UEFA. Pendant l'été 1983, le chartrain décide de quitter Lens où il passe neuf saisons.

### Deux ans au FC Rouen (1983-1985)
Gilles Gallou jette son dévolu sur le FC Rouen qui cherche de bons éléments habitués de la D1 afin de renforcer son équipe pour jouer plus aisément le maintien. Ainsi il arrive en Normandie et grâce à sa polyvalence, il totalise 26 rencontres pour un but.
L'ancien lensois vit une saison 1984-1985 pénible puisque embêté par de multiples blessures qui le laisse jouer que sept rencontres pour un but toutes compétitions confondues pendant cette année-là. Arrivé à la 18e position du classement, Rouen joue le barrage de relégation pour garder leur place parmi l'élite française. Match contre le Stade rennais qui l'emporte grâce à une séance de tirs au but victorieuse après un 1-1 final score cumulé. L'ancien Sang et Or rate son essai pendant l'épreuve des tirs au but.

### Fin à Rennes (1985-1988)
Mais Gallou reste évoluer en première division pour la saison 1985-1986 puisque pendant l'été 1985 il s'engage avec ce même Stade rennais. En Bretagne, il n'arrive pas à s'imposer comme titulaire indiscutable. Ainsi l'ancien rouennais dispute 17 rencontres en championnat où les Rouges et Noirs réussissent à obtenir leur maintien. La saison 1986-1987 sera tout aussi compliquée pour Gallou puisqu'il a la même concurrence à subir. Alors il n'apparaît que treize fois sur les feuilles de matchs de D1 où Rennes effectue un exercice catastrophique au point de finir bon dernier du classement.
Avant de raccrocher définitivement, Gilles évolue en amateur pendant la saison 1987-1988 en Belgique du côté du Royal Excelsior Mouscron.

### Entraîneur (depuis 2006)
En 2006, après avoir entraîné l'équipe réserve une saison, Gilles Gallou devient l'entraîneur du FC Chartres qu'il emmène jusqu'à une belle cinquième place dans le championnat de Division d'Honneur de la Ligue du Centre lors de la saison 2006-2007 mais qui sera jugée insuffisante par les dirigeants chartrains. Durant l'exercice suivant, il est limogé aux deux tiers de la saison.
Du fait qu'il est titulaire du Diplôme d'Entraîneur de Football (DEF), l'ancien joueur de Lens se voit offrir en 2009 un poste auprès d'une équipe juniors d'Al-Rayyan SC au Qatar qu'il accepte. Il quitte le pays quelque temps plus tard pour raisons personnelles.
En 2011, Gallou devient l'entraîneur principal de l'Amicale de Lucé en attendant une meilleure proposition venant de France ou de l'étranger puisque son contrat possède une clause stipulant qu'il peut le rompre dès qu'une offre convenable lui était faite. Cela lui arrive pendant l'été 2013 quand il repart au Qatar pour devenir l'adjoint de Ladislas Lozano, entraîneur du Muaither SC qui venait d'être promu en Stars League (division 1),.

## Statistiques
| Saison                | Club                  | Championnat           | Championnat | Championnat | Coupe(s) nationale(s) | Coupe(s) nationale(s) | Total | Total |
| Saison                | Club                  | Division              | M.          | B.          | M.                    | B.                    | M.    | B.    |
| 1975-1976             | RC Lens               | D1                    | 9           | 0           | 1                     | 0                     | 10    | 0     |
| 1976-1977             | RC Lens               | D1                    | 2           | 0           | -                     | -                     | 2     | 0     |
| 1977-1978             | RC Lens               | D1                    | -           | -           | -                     | -                     | 0     | 0     |
| 1978-1979             | RC Lens               | D2                    | 11          | 0           | 4                     | 0                     | 15    | 0     |
| 1979-1980             | RC Lens               | D1                    | 22          | 0           | 3                     | 0                     | 25    | 0     |
| 1980-1981             | RC Lens               | D1                    | 17          | 1           | 7                     | 0                     | 24    | 1     |
| 1981-1982             | RC Lens               | D1                    | 27          | 0           | 1                     | 0                     | 28    | 0     |
| 1982-1983             | RC Lens               | D1                    | 4           | 0           | -                     | -                     | 4     | 0     |
| Sous-total            | Sous-total            | Sous-total            | 92          | 1           | 16                    | 0                     | 108   | 1     |
| 1983-1984             | FC Rouen              | D1                    | 26          | 1           | 4                     | 0                     | 30    | 1     |
| 1984-1985             | FC Rouen              | D1                    | 5           | 0           | 2                     | 1                     | 7     | 1     |
| Sous-total            | Sous-total            | Sous-total            | 31          | 1           | 6                     | 1                     | 37    | 2     |
| 1985-1986             | Stade rennais FC      | D1                    | 17          | 0           | -                     | -                     | 17    | 0     |
| 1986-1987             | Stade rennais FC      | D1                    | 13          | 0           | 3                     | 0                     | 16    | 0     |
| Sous-total            | Sous-total            | Sous-total            | 30          | 0           | 3                     | 0                     | 33    | 0     |
| Total sur la carrière | Total sur la carrière | Total sur la carrière | 153         | 2           | 25                    | 1                     | 178   | 3     |